# Стоян Маринов (книгоиздател)
 Тази статия е за книгоиздателя.  За футболиста вижте Стоян Маринов.  
Стоян Маринов е изтъкнат български книжар, книгоиздател и публицист.

## Биография
Стоян Янков Маринов е роден през 1838 година в село Шодековци, Търновско. Твърде млад се преселва в Търново и започва да учи шивашки занаят. В 1853 година открива една от първите книжарници през Възраждането. Първоначално работи в съдружие с учителя Димо Николаев от село Мерданя, а след 1888 година - самостоятелно. Стоян Маринов е един от учредителите на ″Книгопродавница Момчилов и Сие - Търново″, отворила вратите си през 1868 година. В сдружение с Иван Момчилов, Стоян Маринов се намесва активно във възрожденското книгоиздаване в България. По-късно той отваря клонове на книжарницата си в градовете Свищов и Русе. Името му се открива сред спомоществователите на книга на Отец Матей Преображенски.
След Освобождението продължава книгоиздателската си дейност в сътрудничество с Христо Г. Данов и търговеца Янко С. Ковачев. Завършва жизнения си път на 26 декември 1904 година в град Търново.

## Книгоиздателска дейност
- Съставя през 1853 г. ″Сборник″ със смесено съдържание, включващ ″Разказ за страшния съд″, ″Видение на св. Григорий″, ″Поучение от Нил Сорски″, ″Слово на св. Йоан Златоуст за покаянието и умилението″ и други.
- В съдружие с Димо Николаев издава книгата на Пеню Давидов от 1855 г. ″Повест и поучение християнское″
- През 50-те години е спомоществовател на редица книги, сред които са ″Смесна китка″ на Петко Р. Славейков и ″Свещена история″ от Христо М. Златев
- В книжарницата на Стоян Маринов през 1867 г. са издадени и книгите ″Разни и полезни наставления за младите″ от Петър Оджаков и ″Събрание от черковни молитви и песни″ на Илия Шиваров.
- Издава през 1867 г. в свой превод от руски език две книги с богословен характер: ″Кратък катихизис″ и ″Начала на християнското учение или кратка свещена история и кратък катихизис″.
- През 1878 г. издава ″Руско-български разговори″ от Анастас П. Гранитски, Издание първо, Търново, печатница Л. Каравелов
- Съставя през 1878 г. ″Календарче за 1879 година″ и издава ″Скратение на свещената история″ от Г. Генадий, превод от Никола Стоянов Михайловски
- Съставя през 1880 г. ″Разни любопитни приказки за персийския цар и неговите четириисет везира″ в 12 свитъка, издени през 1886 г.
- През 1881 г. съставя ″Най-нова народна песнопойка″, съдържаща 241 български и руски песни
- Издава през 1881 г. ″Пълен всеобщ писмовник″ от Киро Тулешков и ″Двайсет и пет годишното царуване на царя Освободителя Александър II″